# Bothriurus pichicuy
Espèce
Bothriurus pichicuy est une espèce de scorpions de la famille des Bothriuridae.

## Distribution
Cette espèce est endémique du Chili. Elle se rencontre dans les régions de Coquimbo et de Valparaíso.

## Description
Le mâle holotype mesure 23,01 mm.

## Étymologie
Son nom d'espèce lui a été donné en référence au lieu de sa découverte, Pichicuy.

## Publication originale
- Mattoni, 2002 : Bothriurus pichicuy, nuevo escorpión Chileno del grupo vittatus. (Scorpiones, Bothriuridae). Iheringia, Ser. Zool., vol. 92, no 4, p. 81-87 (texte intégral).